# Pensus gilae
Pensus gilae är en skalbaggsart som först beskrevs av Thomas Casey 1884.  Pensus gilae ingår i släktet Pensus och familjen smalplattbaggar. Inga underarter finns listade i Catalogue of Life.